# Cestius sellatus
Cestius sellatus är en insektsart som beskrevs av Philip Reese Uhler 1896. Cestius sellatus ingår i släktet Cestius och familjen dvärgstritar. Inga underarter finns listade i Catalogue of Life.